# Џулијет Батлер
Џулијет Батлер (Juliet Butler) је лик из серије књига „Артемис Фаул” ирског књижевника Оуена Колфера.
Она је млађа сестра Домовоја Батлера. Појављује се већ у првој књизи (једноставног назива „Артемис Фаул”) као шеснаестогодишња приправница за телохранитеља и појављује се и у следеће две књиге. Након погибије и оживљавања њеног брата у трећем наставку, она преузима посао Артемисовог телохранитеља.